# Pionsat
Pionsat é uma comuna francesa na região administrativa de Auvérnia-Ródano-Alpes, no departamento Puy-de-Dôme. Estende-se por uma área de 24,9 km². Em 2010 a comuna tinha 1 094 habitantes (densidade: 43,9 hab./km²).